# Холокост в Малоритском районе
Холокост в Малори́тском районе — систематическое преследование и уничтожение евреев на территории Малоритского района Брестской области оккупационными властями нацистской Германии и коллаборационистами в 1941—1944 годах во время Второй мировой войны, в рамках политики «Окончательного решения еврейского вопроса» — составная часть Холокоста в Белоруссии и Катастрофы европейского еврейства.

## Геноцид евреев в районе
Малоритский район был полностью оккупирован немецкими войсками в июне 1941 года, и оккупация продлилась более трёх лет — до 20 июля 1944 года. Нацисты включили Малоритский район в состав территории, административно отнесённой в состав округи Брест-Литовск генерального округа Волынь-Подолия рейхскомиссариата Украина. Вся полнота власти в районе принадлежала зондерфюреру — немецкому шефу района, который подчинялся руководителю округи — гебитскомиссару. Во всех крупных деревнях района были созданы районные (волостные) управы и полицейские гарнизоны из белорусских коллаборационистов.
Для осуществления политики геноцида и проведения карательных операций сразу вслед за войсками в район прибыли карательные подразделения войск СС, айнзатцгруппы, зондеркоманды, тайная полевая полиция (ГФП), полиция безопасности и СД, жандармерия и гестапо.
Одновременно с оккупацией нацисты и их приспешники начали поголовное уничтожение евреев. «Акции» (таким эвфемизмом гитлеровцы называли организованные ими массовые убийства) повторялись множество раз во многих местах. В тех населенных пунктах, где евреев убили не сразу, их содержали в условиях гетто вплоть до полного уничтожения, используя на тяжелых и грязных принудительных работах, от чего многие узники умерли от непосильных нагрузок в условиях постоянного голода и отсутствия медицинской помощи.
Оккупационные власти под страхом смерти запретили евреям снимать желтые латы или шестиконечные звезды (опознавательные знаки на верхней одежде), выходить из гетто без специального разрешения, менять место проживания и квартиру внутри гетто, ходить по тротуарам, пользоваться общественным транспортом, находиться на территории парков и общественных мест, посещать школы.
За время оккупации практически все евреи Малоритского района были убиты, а немногие спасшиеся в большинстве воевали впоследствии в партизанских отрядах.
Осуществляя политику юденфрай, нацисты прилагали любые усилия для выискивания, поимки и убийства даже отдельных евреев. Например, долго выслеживались 4 еврея у деревни Збураж.
Евреев в районе убивали в Малорите, Великорите, Заболотье, Чернянах и других местах.

## Гетто
Реализуя нацистскую программу уничтожения евреев, немцы создавали гетто почти во всех городах и населённых пунктах Беларуси, где проживало еврейское население. Так и в Малоритском районе оккупанты организовали 2 гетто: в Малорите (осень 1941 — июнь 1942), в котором погибло около 3000 евреев, и в Великорите.

### Гетто в Великорите
В деревне Великорита евреев согнали в гетто весной или к лету 1942 года. Гетто находилось в здании бывшего клуба, которое обнесли забором из колючей проволокой. Молодых мужчин увели и убили первыми, а оставшихся узников перевели в барак напротив деревни Лешница около дороги Ковель-Брест, используя как рабов на дорожно-строительных работах. 25 октября 1942 года всех ещё живых евреев (81 человек — 15 мужчин и 66 женщин) расстреляли в лесу за Лешницей.

## Память
Опубликованы неполные списки жертв геноцида евреев в Малоритском районе.
Памятник убитым евреям в районе установлен только в Малорите.